# Coalición Europea (2004)
Coalición Europea fue el nombre que adoptó una coalición electoral formada en España para presentarse a las elecciones al Parlamento Europeo de 2004. Tuvo su precedente en la coalición del mismo nombre que se presentó a las elecciones de 1999. Los partidos integrantes eran de ámbito regional y la mayoría de carácter regionalista de centro y centro-derecha como Unión Valenciana, Partido Aragonés, aunque también los había nacionalistas progresistas como el Partido Andalucista o el Partíu Asturianista. Sus miembros fueron: Coalición Canaria (CC), Partido Aragonés (PAR), Partido Andalucista (PA) y Unión Valenciana (UV), que fueron los miembros de la anterior coalición, a los que se unieron en esta convocatoria Convergencia de Demócratas de Navarra (CDN), Unió Mallorquina (UM), Partíu Asturianista (PAS) y Extremadura Unida (EU). Los seis primeros tenían en el momento de formar la coalición representación en sus asambleas autonómicas, en tanto que los dos últimos carecían de ella. Muchos de estos partidos han alcanzado acuerdos de integración en listas conjuntas o gobiernos de coalición con el Partido Popular.
Los cuatro primeros lugares de la lista fueron ocupados por Alejandro Rojas-Marcos (PA), Alfredo Belda Quintana (CC), Valero Eustaquio (UV) y Juan Manuel Ferrández Lezaún (PAR).
La coalición obtuvo 197.231 votos en toda España (1,27%), siendo las sexta fuerza política, pero perdiendo los dos eurodiputados que había conseguido en las anteriores elecciones. La coalición obtuvo sus mejores resultados en Andalucía (63.783 votos, 2,57% en toda la comunidad autónoma), Aragón (14.157 votos, 2,94%), Baleares (8.120 votos, 3,11%), Canarias (90.619 votos, 16,92%) y Comunidad Valenciana (19.627 votos, 1,12%), sin sobrepasar el 0,5% en ninguna otra comunidad autónoma. El principal impulsor de esta coalición, Coalición Canaria, obtuvo el 16,62% de votos en las islas, el resultado más bajo de su historia. Asimismo, ni el PAR ni el PA consiguieron superar el 3% de votos en sus respectivas autonomías. Otros componentes de la coalición, como Unió Valenciana, están también en crisis de resultados, ya que sólo recibió el 0,48% de votos en la Comunidad Valenciana.